# Antígona (Anouilh)
Antígona (en francès, Antigone) és una obra de teatre de Jean Anouilh inspirada en l'obra del mateix títol escrita per Sòfocles. Aquesta obra forma part de la sèrie Nouvelles Pièces noires juntament amb Jezabel (1932), Romeu i Jeanette (1946) i Medea (1953).
Va ser representada per primer cop al Théâtre de l'Atelier de París el 6 de febrer de 1944 durant l'ocupació alemanya de França. Produïda sota la censura nazi, l'obra és intencionadament ambigua pel que fa al rebuig de l'autoritat (representada per Antígona) i l'acceptació d'aquesta (representada per Creont). Tot i això, els paral·lelismes amb la Resistència francesa i l'ocupació nazi són evidents.

## Argument
Antígona és filla d'Èdip i Jocasta (mare i alhora esposa del seu fill), els sobirans de Tebes. Després del suïcidi de Jocasta i de l'exili d'Èdip, els dos germans d'Antígona, Etèocles i Polinices havien establert un nou sistema de govern per torns, però aquest es va incomplir després del primer any i ambdós germans moren en la batalla pel control del tron. Creont, germà de Jocasta, és nomenat rei i decideix enterrar únicament a Etèocles i no a Polinices, a qui qualifica de traïdor i assassí. El nou monarca emet un edicte informant que qui s'atreveixi a enterrar el cos del renegat serà castigat amb la mort. Ningú s'atreveix a desafiar la prohibició i el cadàver de Polinices és abandonat a disposició dels animals carronyers.
Només Antígona rebutja obertament aquesta situació. Malgrat la prohibició del seu oncle Creont, va diverses vegades al cos del seu germà i intenta cobrir-lo amb terra. Ismene, la seva germana, no vol acompanyar-lo perquè té por de Creont i de la mort.
Antígona és detinguda pels guàrdies del rei, que l'enxampen enterrant el seu germà. reont es veu obligat a executar la condemna a mort sobre Antígona. Després d'un llarg debat amb el seu oncle sobre el propòsit de l'existència, és condemnada a ser enterrada viva. Però just quan la tomba està a punt de ser tancada, Creont s'assabenta que el seu fill, Hèmon, el promès d'Antígona, s'ha deixat tancar amb ella per amor. Quan es torna a obrir la tomba, Antígona s'ha suïcidat penjant-se amb el cinturó i Hèmon, escopint a la cara del seu pare, li travessa l'estómac amb l'espasa. Desesperada per la desaparició del fill que adorava, Eurídice, la dona de Creont, també se suïcida.